# دانيال أونيكاتشي
دانيال أونيكاتشي (بالإنجليزية: Daniel Onyekachi)‏ هو لاعب كرة قدم نيجيري في مركز الهجوم، ولد في 23 أغسطس 1985 في بورت هاركورت في نيجيريا. لعب مع كوارا يونايتد.